# Jerzy Zabrzeski
Jerzy Józef Zabrzeski (ur. 14 marca 1935 w Brzuchowicach, zm. 21 maja 2018) – polski  chemik, prof. dr hab. inż.

## Życiorys
W 1960 ukończył studia na Wydziale Chemii Politechniki Wrocławskiej z zakresu technologii chemicznej. Następnie podjął pracę na macierzystej uczelni, w Katedrze (następnie Instytucie) Technologii Nieorganicznej i Nawozów Mineralnych. W 1967 obronił pracę doktorską, w 1985 otrzymał stopień doktora habilitowanego. W 1991 uzyskał stopień naukowy profesora nauk technicznych. 
Był odznaczony Złotym Krzyżem Zasługi i Krzyżem Kawalerskim Orderu Odrodzenia Polski.
Pochowany na Cmentarzu Grabiszyńskim.